# 逢いたい気持ち
「逢いたい気持ち」（あいたいきもち）は、GLAYが2002年7月31日にリリースした通算27枚目のシングル。

## 概要
- 前作「またここであいましょう」と共に2週連続シングルリリースの2週目にリリースされた。
- 同年9月発売の7thアルバム『UNITY ROOTS & FAMILY,AWAY』には収録されず、2005年発売のバラードベストアルバム『-Ballad Best Singles- WHITE ROAD』にて初めてアルバムに収録された。

## 収録曲
1. 逢いたい気持ち
  - 作詞・作曲:TAKURO

2002年に発売されたシングル「Way of Difference」「またここであいましょう」、そしてこの曲も「逢いたい」という曲になっているのは、当時のTAKUROの私生活を物語っている[1]。
2. BROTHEL CREEPERS
  - 作詞:HISASHI、TAKURO / 作曲:TAKURO

ロック・ナンバー。BメロのバックヴォーカルはHISASHIが歌っている。

## タイアップ
- テレビ朝日ドラマ『サトラレ』主題歌。（#1）

## 収録アルバム
逢いたい気持ち
- -Ballad Best Singles- WHITE ROAD
- THE GREAT VACATION VOL.1 〜SUPER BEST OF GLAY〜
- REVIEW II -BEST OF GLAY- (スタジオライブバージョン)

BROTHEL CREEPERS
- rare collectives vol.2